# Dolno Rjachovo
Dolno Rjachovo (Bulgaars: Долно Ряхово) is een dorp in het noordoosten van Bulgarije. Zij is gelegen in de gemeente Glavinitsa in de oblast Silistra. Het dorp ligt ongeveer 37 km ten westen van Silistra en 318 km ten noordoosten van de hoofdstad Sofia.

## Bevolking
In de eerste volkstelling van 1934 registreerde het dorp 983 inwoners. Dit groeide tot een officiële hoogtepunt van 1.170 inwoners in 1956. Sindsdien neemt het inwonersaantal af. Op 31 december 2019 telde het dorp 254 inwoners.
Van de 332 inwoners reageerden er 265 op de optionele volkstelling van 2011. Van deze 265 respondenten identificeerden 188 personen zichzelf als Bulgaarse Turken (70,9%), gevolgd door 75 etnische Bulgaren (28,3%).
Van de 332 inwoners in februari 2011 werden geteld, waren er 55 jonger dan 15 jaar oud (16,6%), gevolgd door 173 personen tussen de 15-64 jaar oud (52,1%) en 104 personen van 65 jaar of ouder (31,3%).